# Anthoscopus flavifrons
Anthoscopus flavifrons е вид птица от семейство Remizidae.

## Разпространение
Видът е разпространен в Камерун, Централноафриканската република, Демократична република Конго, Република Конго, Кот д'Ивоар, Екваториална Гвинея, Габон, Гана, Либерия и Нигерия.